# Kino Kosmos
Kino Kosmos je jednosálové kino v Třinci. Nachází se na rozmezí (horního) náměstí Svobody a (dolního) náměstí T. G. Masaryka. V provozu je od roku 1968. Kromě běžných filmových projekcí slouží také jako reprezentační, přednáškový a konferenční sál.

## Historie
Kino Kosmos začalo promítat 25. února 1968, na historicky první promítání dorazilo 575 diváků. V době zprovoznění bylo nejmodernějším kinem v Česku.
V současné době[kdy?] patří mezi deset nejnavštěvovanějších jednosálových kin v Česku, když ho ročně navštíví v průměru okolo 75 tisíc diváků za rok.

## Budova
Budova kina z roku 1968 je unikátní především pro svůj specifický tvar sférického trojúhelníku, ale také pro svou jedinečnou střechu, která je mnohými považována za unikátní ve střední Evropě, navrženou bratislavskými architekty Ladislavem Bořutou a Aloisem Dařichem. V 90. letech však byly necitlivými úpravami původní rysy stavby z 60. let do velké míry narušeny. V roce 2024 byla zahájena rozsáhlá rekonstrukce kina za 101 milionů korun, v ní je zahrnuta střecha, která byla již ve špatném stavu. Vylepšen bude také interiér a technologie na promítání. V neposlední řadě se úprava dotkne také prostranství před kinem, po dokončení rekonstrukce by kino mělo opět patřit k nejmodernějším v Evropě. Rekonstrukce se bude snažit přiblížit současný stav budovy k původní stavbě z 60. let.

## Fotogalerie

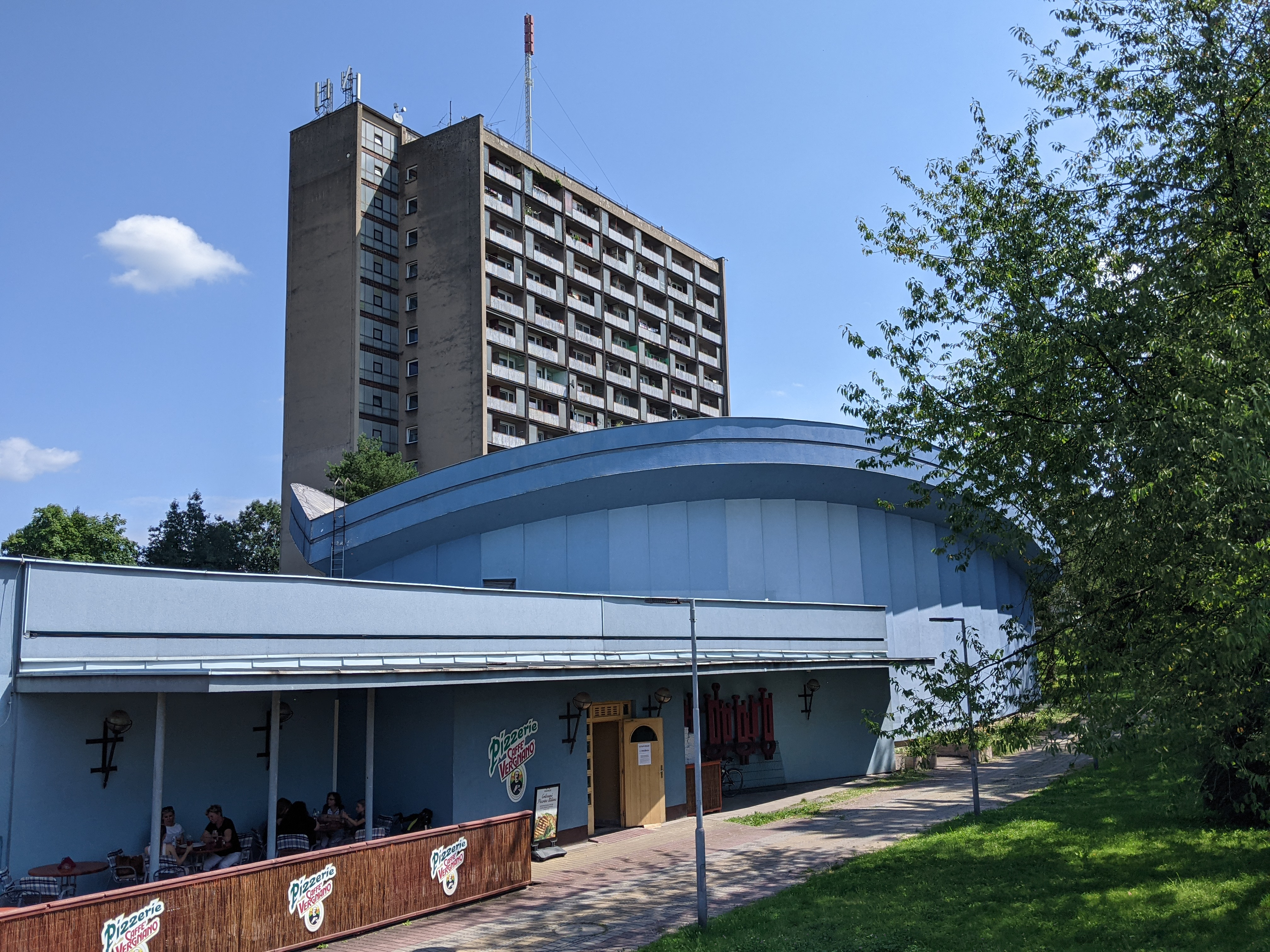
Pohled na kino před rekonstrukcí
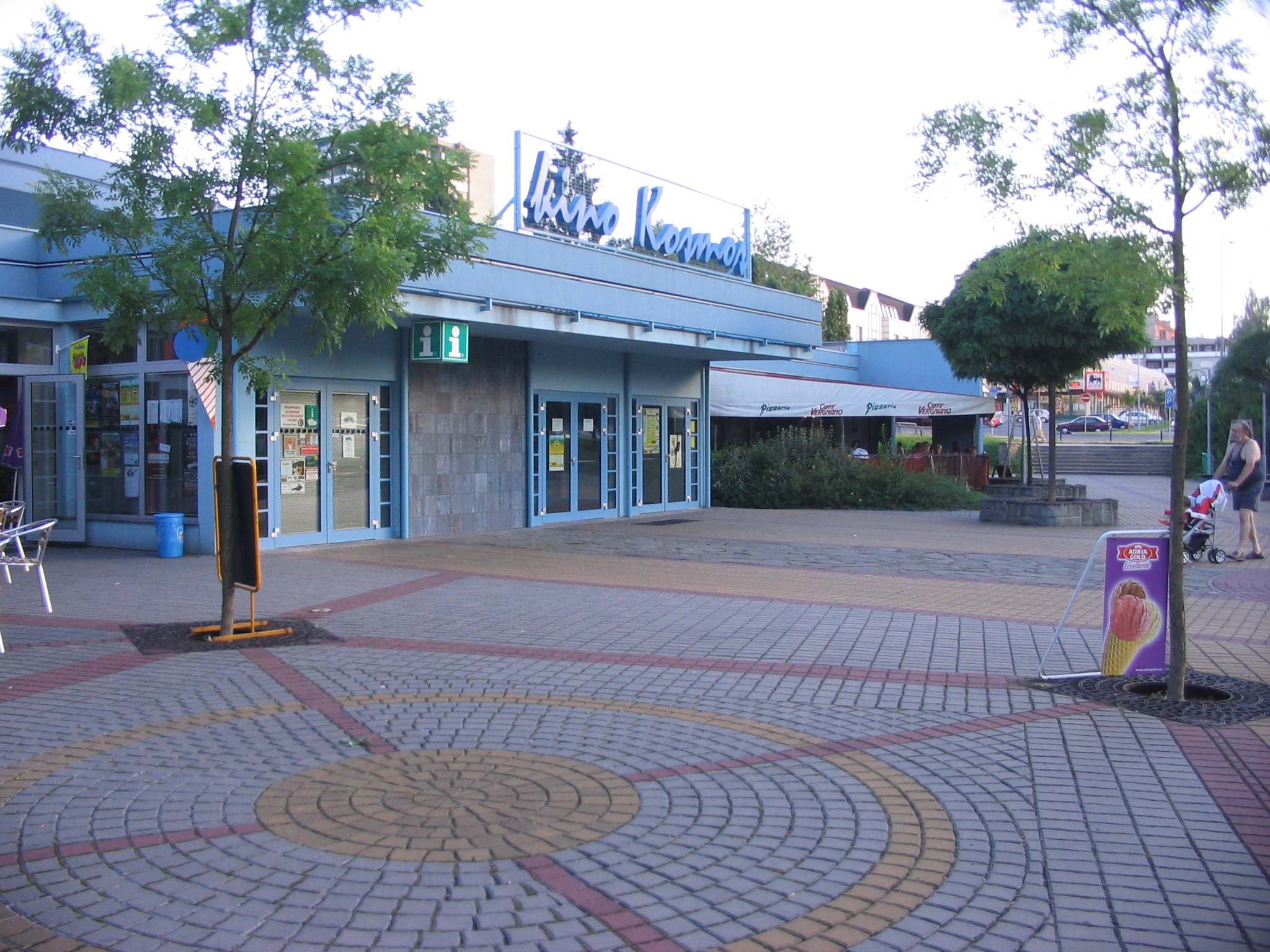
Prostranství před kinem před rekonstrukci
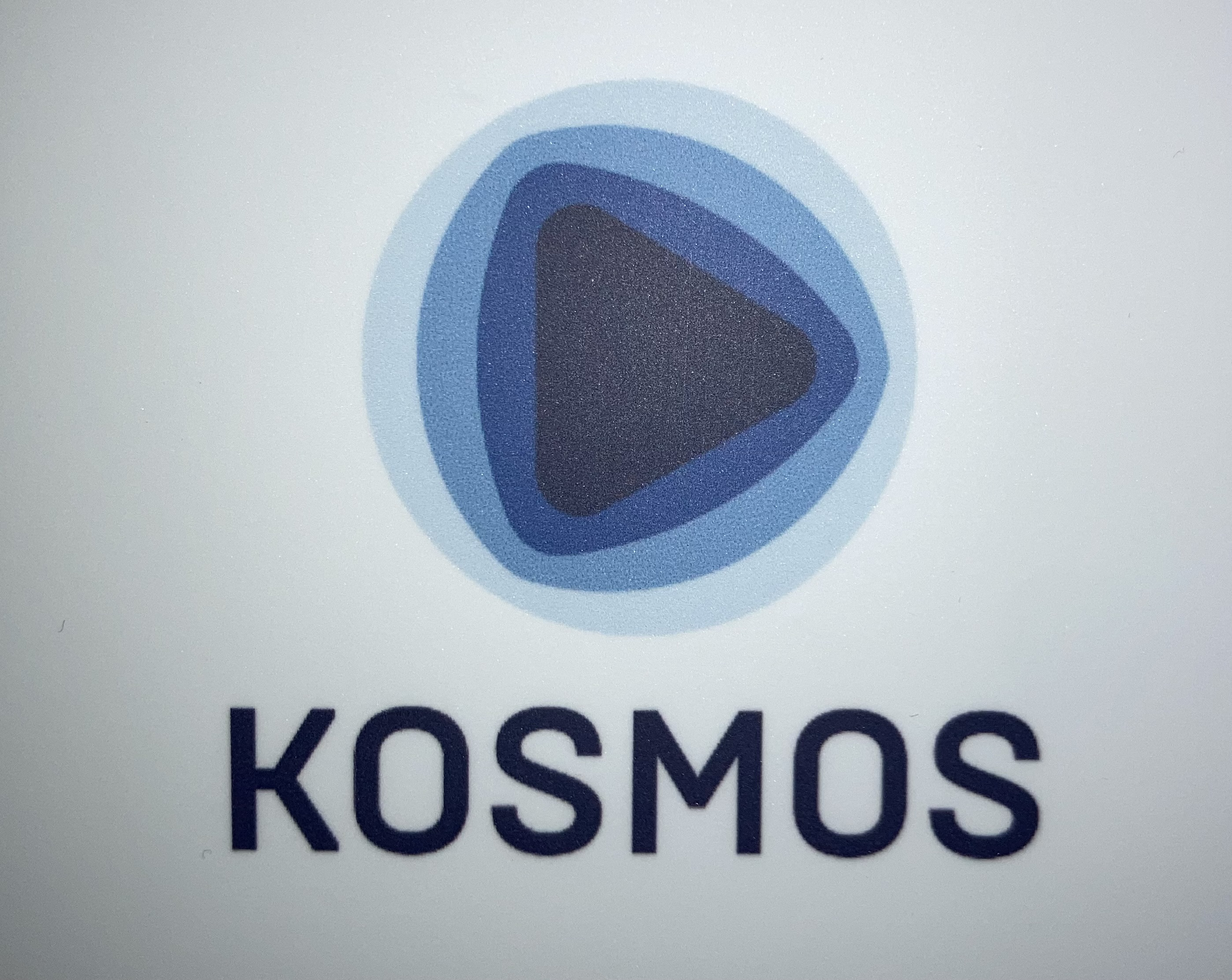
logo kina
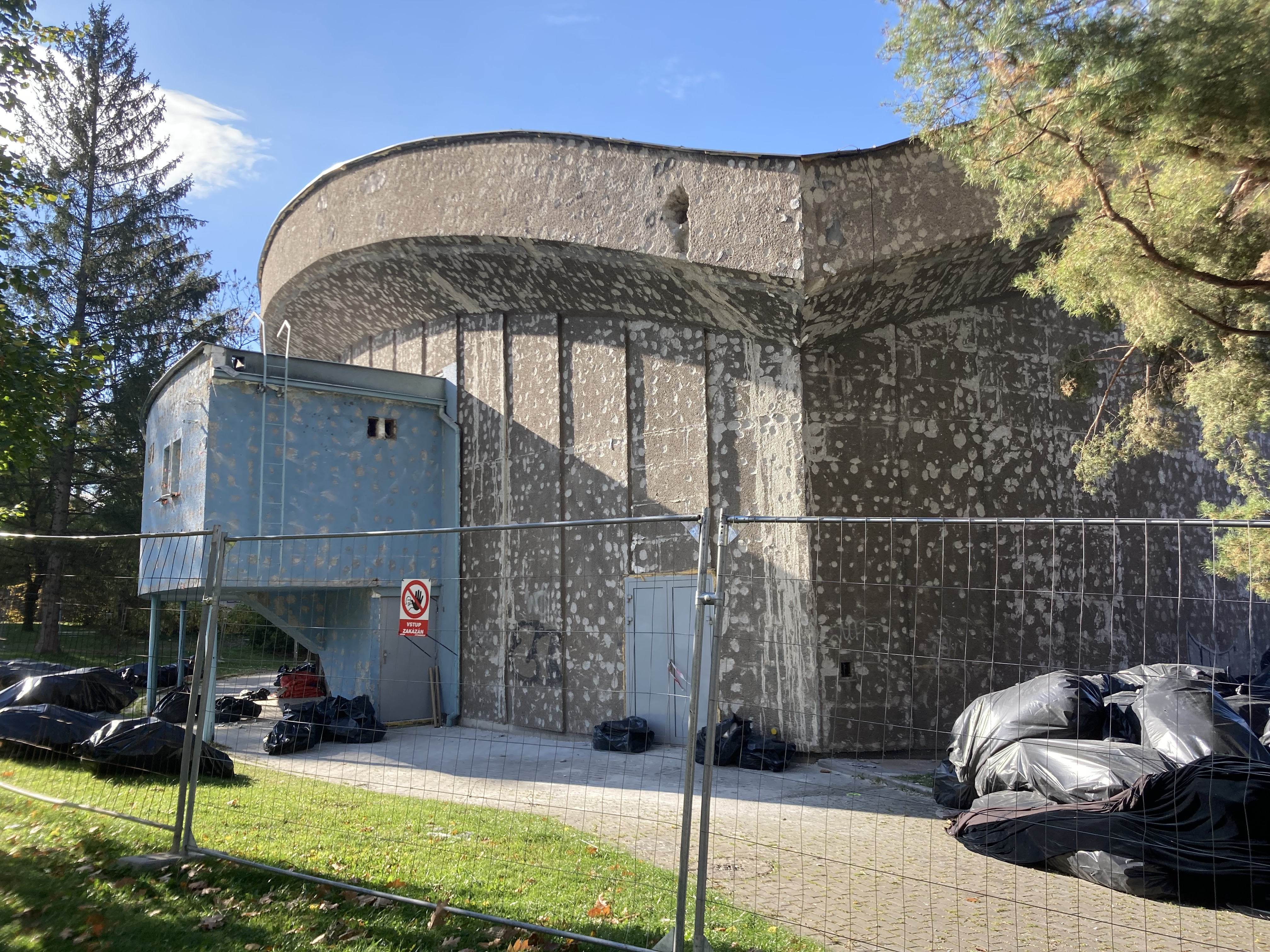
kino během rekonstrukce
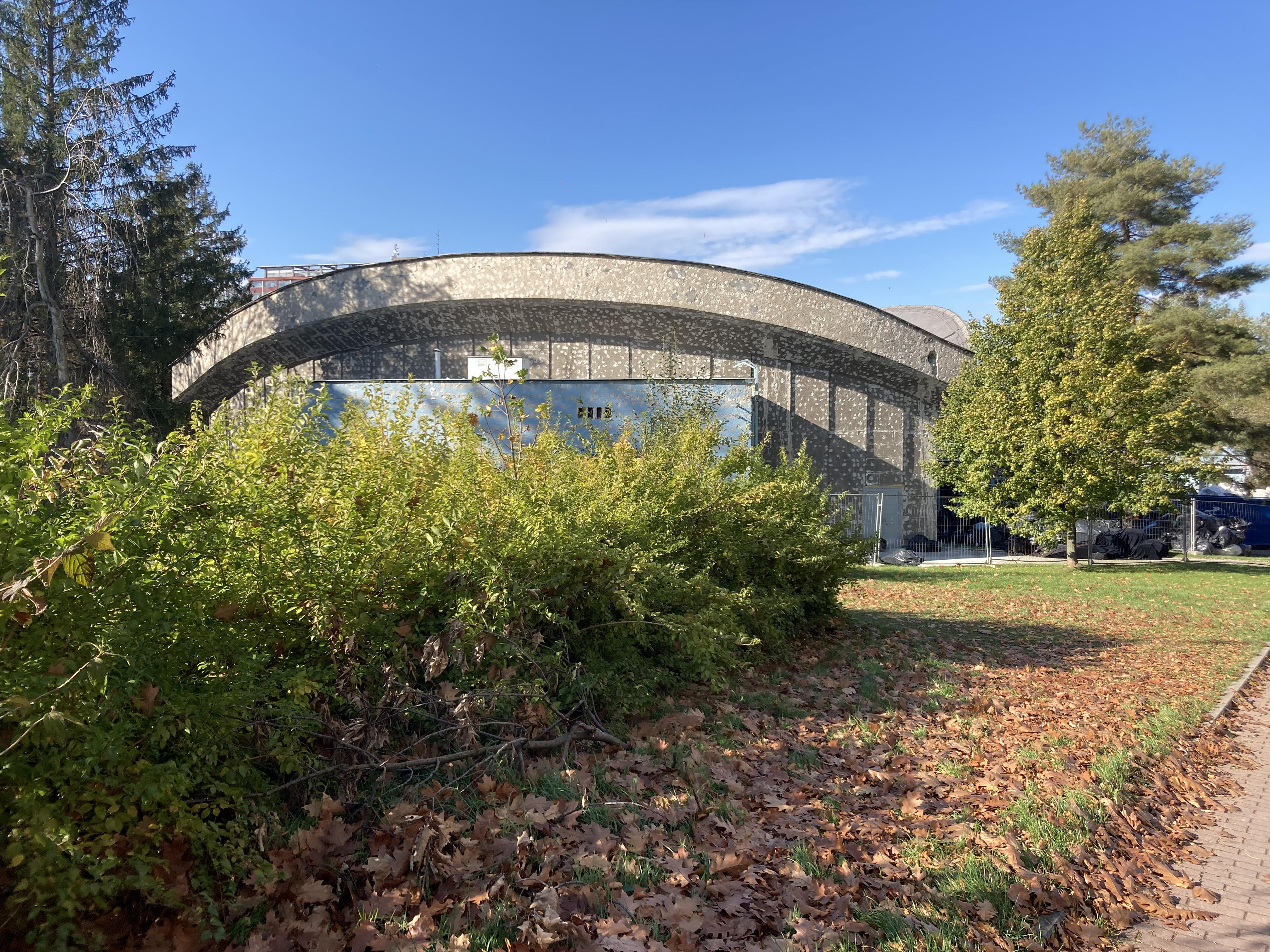
kino během rekonstrukce
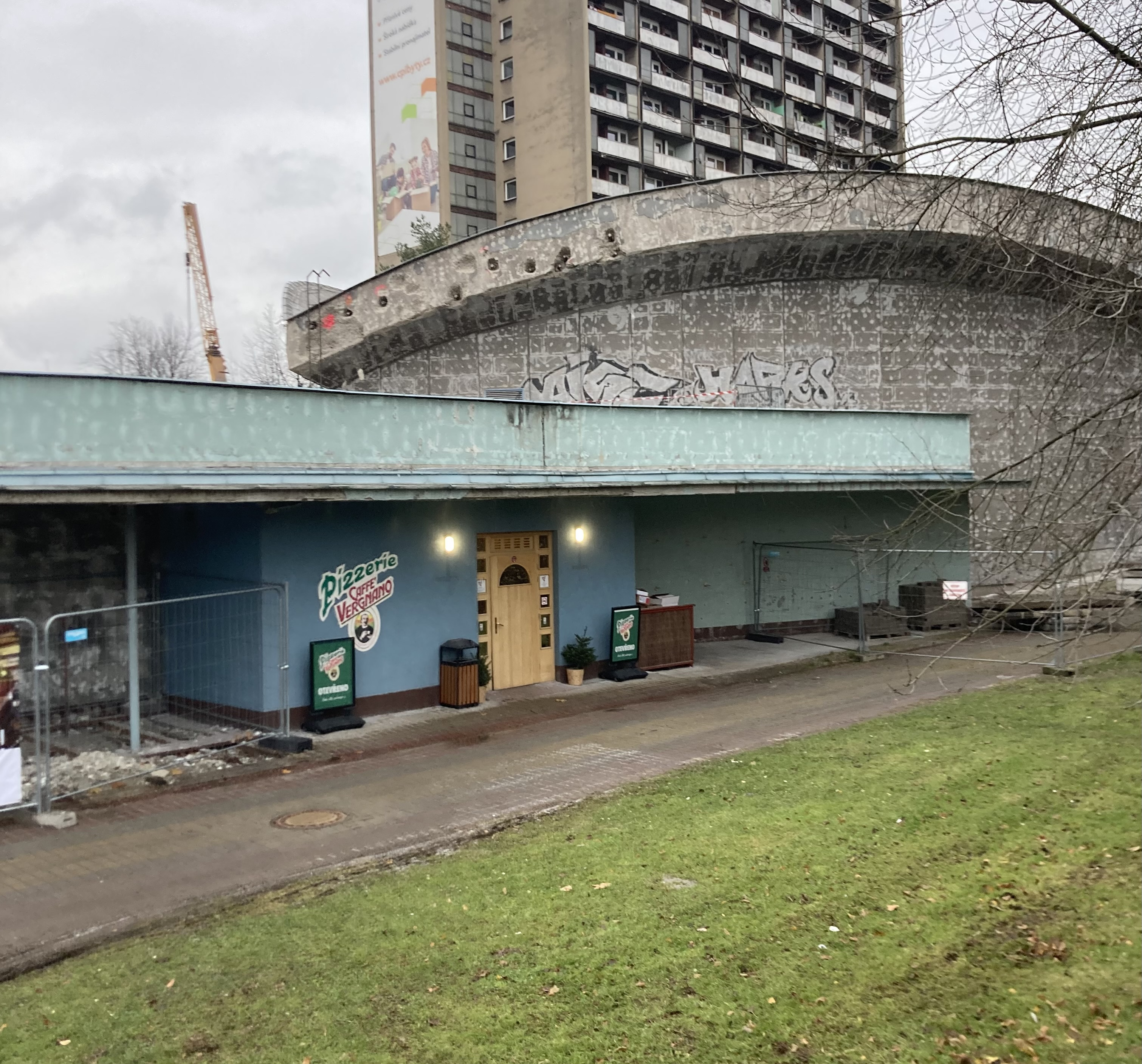
kino během rekonstrukce
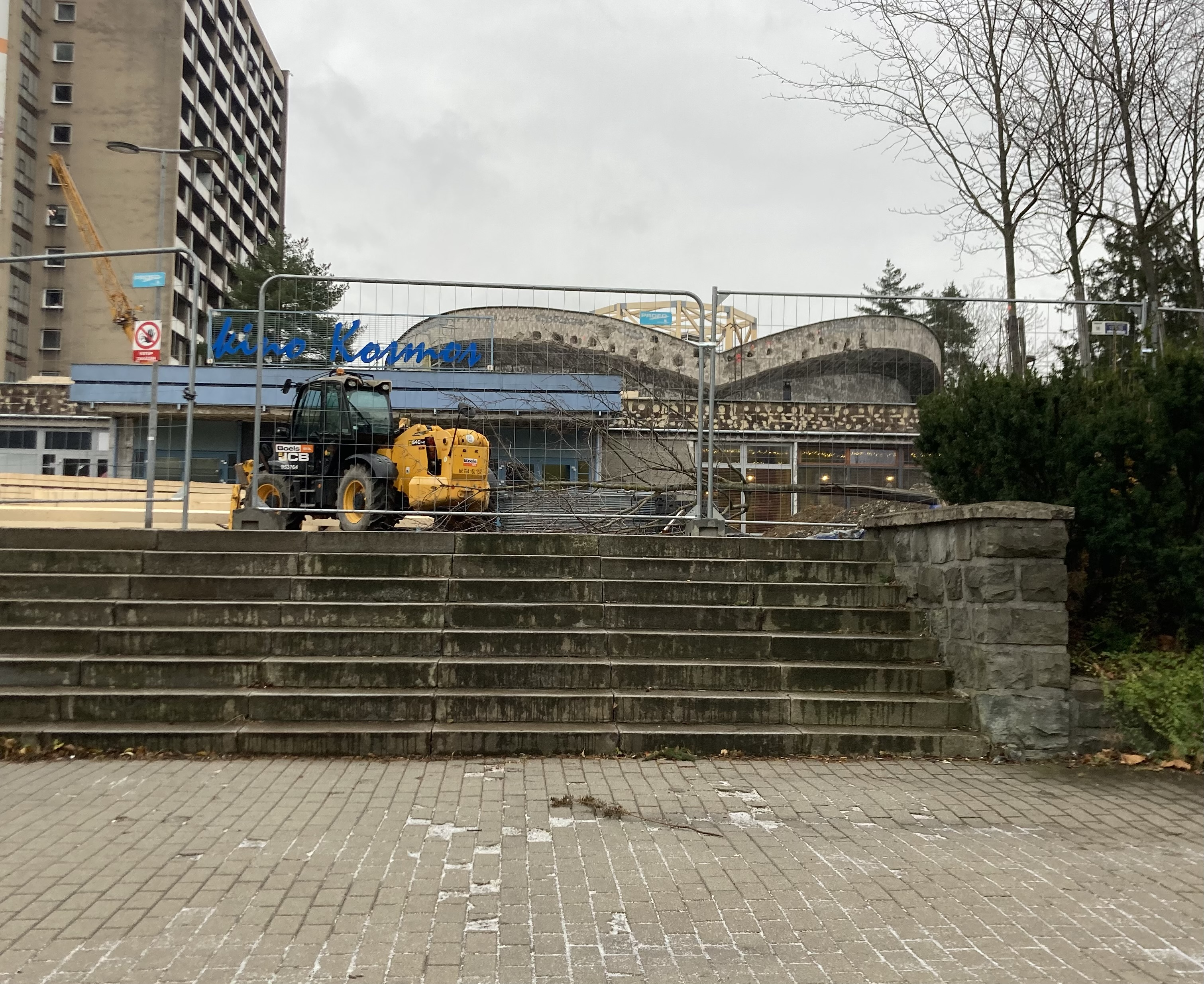
hlavní vstup do kina během rekonstrukce